# Laura Esther Rodriguez Dulanto
Laura Esther Rodriguez Dulanto, född 1872, död 1919, var en peruansk läkare. Hon blev 1899 den första kvinnliga läkaren i Peru.